# Gemma Merna
Gemma Ann Merna (Mánchester, Inglaterra; 6 de febrero de 1984) es una actriz británica, más conocida por haber interpretado a Carmel McQueen en la serie Hollyoaks.

## Biografía
Es hija de Dennis y Brenda Merna, y tiene un hermano mayor, Anthony, y una hermana, Michelle. Su padre murió en 2012.
Es muy buena amiga de los actores Jennifer Metcalfe, Claire Cooper, Jorgie Porter, Nicole Barber-Lane, Sheree Murphy y Ricky Whittle. También es buena amiga de Sam Faiers y Billie Faiers.
En 2007 se comprometió con su novio Ian Minton. A finales de enero de 2012, Gemma anunció que se casaría en mayo del mismo año y que las actrices Jennifer Metcalfe, Jorgie Porter y Nicole Barber Lane serían sus damas de honor. La pareja se casó el 27 de mayo de 2012.

## Carrera
En agosto de 2006 se unió al elenco principal de la exitosa serie británica Hollyoaks, donde interpretó a Carmel McQueen hasta el 12 de noviembre de 2014. En 2008 apareció como invitada en el programa Big Brother: Celebrity Hijack. En 2009 apareció en el spin-off de la serie Hollyoaks Later, donde interpretó a Carmel.
En 2014 participó en la segunda temporada del concurso Celebrity Splash; sin embargo, fue la primera en ser eliminada.

## Filmografía

### Series de televisión
| Año         | Título          | Personaje      | Notas         |
| ----------- | --------------- | -------------- | ------------- |
| 2006 - 2014 | Hollyoaks       | Carmel McQueen | 567 episodios |
| 2009        | Hollyoaks Later | Carmel McQueen | 6 episodios   |

### Apariciones
| Año  | Programa          | Notas      |
| ---- | ----------------- | ---------- |
| 2014 | Celebrity Splash! | concusante |

## Premios y nominaciones
| Año  | Categoría               | Premio                    | Serie     | Resultado |
| ---- | ----------------------- | ------------------------- | --------- | --------- |
| 2007 | Best Comedy Performance | British Soap Award        | Hollyoaks | Ganadora  |
| 2007 | Sexiest Female          | British Soap Award        | Hollyoaks | Nominada  |
| 2007 | Most Popular Newcomer   | National Television Award | Hollyoaks | Nominada  |